# Talayot von Es Mestall

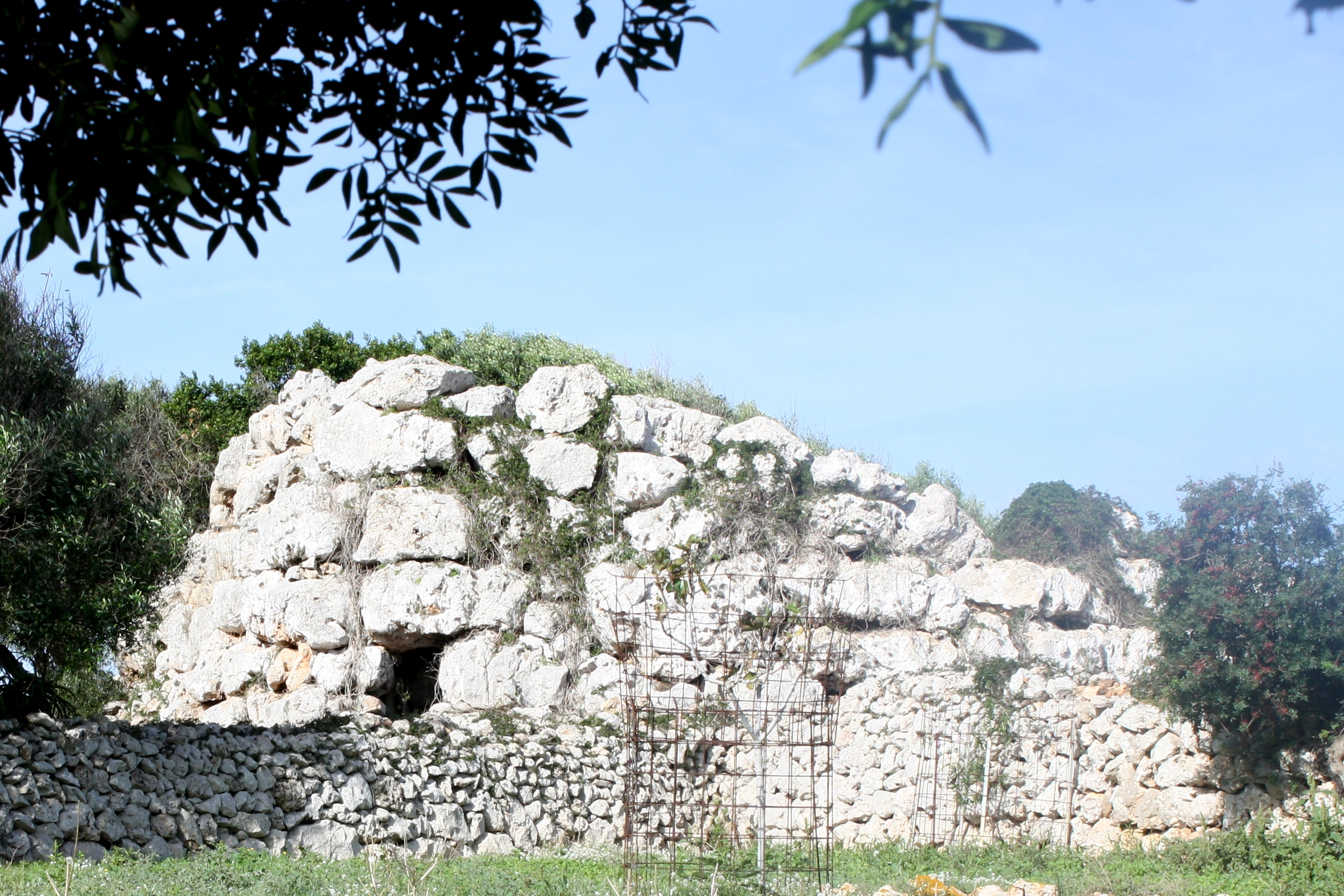
Der Talayot von Es Mestall, deutlich erkennbar der Zugang zum Innenraum

Der Talayot von Es Mestall ist ein Megalithbau bei Es Migjorn Gran auf der Baleareninsel Menorca.
Der Talayot steht 370 m südwestlich des südlichen der beiden Talayots von Binicodrell in einer Höhe von 115 m. Er ist von Es Migjorn Gran über den Cami de Sa Malagarba erreichbar. Der runde Talayot mit einem Durchmesser von 14,20 m ist heute noch 4,30 m hoch. Er besitzt einen ebenerdigen Zugang von 1,40 m Höhe und 0,40 m Breite. Ein Korridor führt in den Innenraum (Durchmesser: 7,70 m), der jedoch eingestürzt ist. Durch die Existenz dieses Innenraums stellt er auf Menorca, wo die meisten Talayots massiv gebaut sind, eine Besonderheit dar und ähnelt eher den Talayots der Nachbarinsel Mallorca.
Der Talayot von Es Mestall ist seit 1966 als Kulturgut (Bien de Interés Cultural) geschützt. Die Registriernummer beim spanischen Kulturministerium ist RI-51-0003678.